# Döhren (Hannover)
Döhren è una frazione (Stadtteil) della città di Hannover, nel land della Bassa Sassonia, in Germania.

## Storia
Già comune autonomo nel circondario di Hannover, fu soppresso e incorporato a Hannover il 1º ottobre 1907.
Forma un quartiere (Stadtbezirke) di Hannover insieme a Wülfel.